# Courniou
Courniou é uma comuna francesa na região administrativa de Occitânia, no departamento de Hérault. Estende-se por uma área de 30,06 km². Em 2010 a comuna tinha 625 habitantes (densidade: 20,8 hab./km²).